# Pascal Berger (Eishockeyspieler)
Pascal Berger (* 24. März 1989 in Burgdorf) ist ein ehemaliger Schweizer Eishockeyspieler, der im Verlauf seiner aktiven Karriere zwischen 2004 und 2025 unter anderem 957 Spiele für den SC Bern und die SCL Tigers in der Schweizer National League (A) auf der Position des Stürmers bestritten hat. Mit dem SC Bern gewann Berger dreimal die Schweizer Meisterschaft. Sein jüngerer Bruder Alain war ebenfalls professioneller Eishockeyspieler.

## Karriere

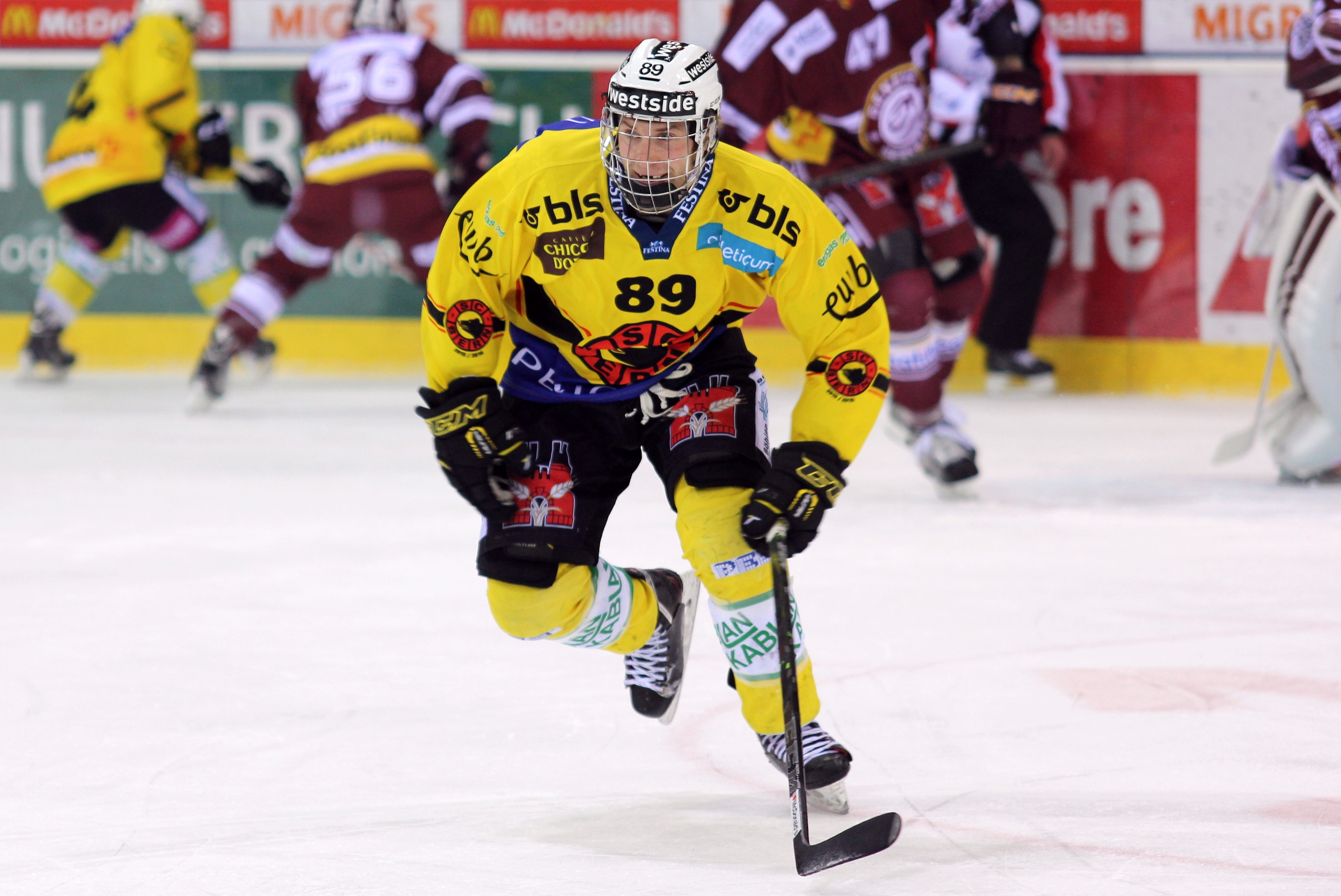
Berger im Trikot des SC Bern (2016)

Pascal Berger begann mit dem Eishockeyspielen im Alter von drei Jahren in der Juniorenabteilung des EHC Burgdorf. Noch während der Juniorenzeit wechselte Berger in die Nachwuchsabteilung des SC Bern. In der Saison 2006/07 bestritt Pascal Berger sein erstes Spiel in der Nationalliga A (NLA). Bis Ende der Saison 2007/08 brachte es Berger auf 39 Spiele in der höchsten Schweizer Eishockeyliga und erzielte dabei drei Tore und steuerte drei Assists bei. Zeitweise war der Stürmer auf Leihbasis für den SC Langenthal und Young-Sprinters HC in der National League B (NLB) aktiv.
In der Saison 2009/10 gewann er mit dem SC Bern die Schweizer Meisterschaft, wobei Berger im letzten Spiel der Finalserie gegen den Genève-Servette HC mit dem Treffer zum 4:1-Sieg den Schlusspunkt setzte. Ab Frühjahr 2010 kämpfte der Rechtsschütze mit Leistenproblemen, die im Juli 2010 eine Operation erforderten. In der folgenden Spielzeit bestritt der Rechtsschütze verletzungsbedingt lediglich 29 NLA-Partien in der regulären Saison. In den Jahren 2013 und 2016 gewann der Stürmer erneut den Meistertitel mit dem SCB, ebenso im Jahr 2015 den Schweizer Cup.
Ab der Saison 2016/17 stand Berger bei den SCL Tigers unter Vertrag. Er war dort insgesamt neun Spielzeiten aktiv. Im Frühjahr 2025 beendete der 36-Jährige seine aktive Karriere.

### International
Berger durchlief sämtliche Junioren-Nationalmannschaften (U16, U17, U18, U20) der Swiss Ice Hockey Federation. Sein grösster Erfolg als Juniorenspieler auf internationaler Ebene gelang dem Offensivakteur bei der U20-Junioren-Weltmeisterschaft 2009, bei der Berger gemeinsam mit seinem Bruder Alain für die Schweizer Auswahl in der Division I auflief und mit der Nationalmannschaft seines Heimatlandes den Wiederaufstieg in die Top-Division erreichte. Der Rechtsschütze war mit fünf Treffern und drei Vorlagen massgeblich an diesem Erfolg beteiligt, lediglich Grégory Sciaroni (10) und Manuel Zigerli (8) hatten mindestens ebenso eine solche Punkteausbeute aufzuweisen. Zuvor hatte er für die Eidgenossen an der U18-Junioren-Weltmeisterschaft 2007 und U20-Junioren-Weltmeisterschaft 2008 teilgenommen.
Im November 2010 debütierte der Stürmer beim Deutschland Cup in der Schweizer Nationalmannschaft. In der ersten Partie des Turniers gegen das Team Canada setzte ihn ein Schlag auf die rechte Hand ausser Gefecht. Dies verursachte einen komplexen Handwurzelbruch, der den Angreifer für über zwei Monate vom Spielbetrieb ausfallen liess.

## Erfolge und Auszeichnungen
| - 2007 Bester Torschütze der Elite-Junioren-A-Playoffs - 2009 Schweizer U20-Juniorenmeister mit dem SC Bern - 2010 Schweizer Meister mit dem SC Bern - 2012 Schweizer Vizemeister mit dem SC Bern | - 2013 Schweizer Meister mit dem SC Bern - 2015 Schweizer Cupsieger mit dem SC Bern - 2016 Schweizer Meister mit dem SC Bern |

### International
- 2009 Aufstieg in die Top-Division bei der U20-Junioren-Weltmeisterschaft der Division I

## Karrierestatistik

### International
Vertrat die Schweiz bei:
- U18-Junioren-Weltmeisterschaft 2007
- U20-Junioren-Weltmeisterschaft 2008
- U20-Junioren-Weltmeisterschaft der Division I 2009

(Legende zur Spielerstatistik: Sp oder GP = absolvierte Spiele; T oder G = erzielte Tore; V oder A = erzielte Assists; Pkt oder Pts = erzielte Scorerpunkte; SM oder PIM = erhaltene Strafminuten; +/− = Plus/Minus-Bilanz; PP = erzielte Überzahltore; SH = erzielte Unterzahltore; GW = erzielte Siegtore; 1 Play-downs/Relegation; Kursiv: Statistik nicht vollständig)